# خراب ميانرود (هرازبي الجنوبي)
خراب میانرود (بالفارسية: خراب میانرود) هي قرية تقع في إيران في قسم هرازبي الجنوبی الريفي. يقدر عدد سكانها بـ 139 نسمة بحسب إحصاء 2016.